# Malthonica balearica
Malthonica balearica är en spindelart som beskrevs av Brignoli 1978. Malthonica balearica ingår i släktet Malthonica och familjen trattspindlar. Inga underarter finns listade i Catalogue of Life.